# Осот крилатий
Осот крилатий (Cirsium alatum) — вид рослин з родини айстрових (Asteraceae), поширений у південно-східній Європі, західній Азії.

## Опис
Дворічна рослина 25–100 см заввишки. Корені численні, потовщені, веретеноподібні. Листки цілісні, зубчасті, майже голі, товстуваті, на краях колюче-війчасті; лопаті й зубці листків, а також крил стебел закінчуються жовтуватими колючками 1–7 мм завдовжки. Обгортка широко-яйцеподібна, 7–10 мм в діаметрі, помітно клочкувато-павутинисті. Квітки рожеві, в розширеній частині майже до 1/2 5-роздільні

## Поширення
Поширений у південно-східній Європі, західній Азії.
В Україні вид зростає на солончаках і солончакових луках — у Лісостепу і Степу, розсіяно.